# Syncopy Films
Syncopy Films — британо-американская компания, занимающаяся выпуском кинофильмов. Основателями являются режиссёр, сценарист и продюсер Кристофер Нолан и его жена Эмма Томас. Название компании образовано от английского Syncope — «обморок».

## Фильмография
- «Бэтмен: Начало» (2005)
- «Престиж» (2006)
- «Тёмный рыцарь» (2008)
- «Начало» (2010)
- «Тёмный рыцарь: Возрождение легенды» (2012)
- «Человек из стали» (2013)
- «Интерстеллар» (2014)
- «Дюнкерк» (2017)
- «Довод» (2020)
- «Оппенгеймер» (2023)
- «Одиссея» (2026)